# Église Notre-Dame-de-la-Légion-d'honneur
L'église Notre-Dame-de-la-Légion-d'honneur est l'église paroissiale de la ville de Longué dans la commune de Longué-Jumelles (Maine-et-Loire).

## Histoire
En 1847, le curé de Longué, l'abbé Hubert, lance le projet de construction d'une nouvelle église, l'actuelle étant devenue trop petite et menaçant de s'effondrer. Le terrain est acheté l'année suivante, mais faute de financement, les travaux sont à peine commencés à sa mort en 1851.
Son remplaçant, l'abbé Justin Massonneau, reprend le flambeau et parvient à obtenir en 1855 une subvention de la commune et l'accord du ministre. Les travaux reprennent dans la foulée mais sont brutalement interrompus le 4 juin 1856 par une importante crue de la Loire qui provoque de gros dégâts dans le village et remet ainsi en cause le financement du projet. 
Le 18 avril 1857, l'abbé Justin Massonneau est nommé chevalier de la Légion d'honneur par Napoléon III en reconnaissance de son comportement héroïque durant l’inondation. Il a alors l'idée de faire appel aux autres membres de l'ordre de la Légion d'honneur pour obtenir des fonds. Son appel rencontre un vrai succès et permet d'achever la construction de l'église, en particulier la réalisation des vitraux. L'édifice est consacré à Notre-Dame de la Légion d'honneur le 3 juillet 1860 par l'archevêque de Tours, Mgr Guibert.

## Statue de Notre-Dame de la Légion d'honneur
À 250 m au nord-ouest de l'église, au bord de l'avenue Victor-Hugo (47° 22′ 54″ N, 0° 06′ 55″ O), se dresse une statue de la Sainte Vierge portant l'insigne de l'ordre de la Légion d'honneur autour du cou. Elle a été érigée en 1948 sur les plans de Gabriel Loire, en remerciement de la protection dont ont bénéficié les soldats de Longué durant la Seconde Guerre mondiale.